# Sistema da Integração Centro-Americana
O Sistema da Integração Centro-Americana (SICA; em castelhano: Sistema de la Integración Centroamericana, SICA) é uma organização regional fundada por países centro-americanos. A organização foi criada a partir do Protocolo de Tegucigalpa à Carta de São Salvador e tem como membros Guatemala, Honduras, El Salvador, Nicarágua, Costa Rica, Panamá e Belize. Ela sucede a Organização dos Estados Centro-Americanos (ODECA; em castelhano: Organización de Estados Centroamericanos, ODECA), criada por Costa Rica, El Salvador, Guatemala, Honduras e Nicarágua pela Carta de São Salvador de 1951. Com o objetivo de promover a cooperação e a integração entre os membros, a organização têm todos os países do istmo centro-americano como membros e se estende à República Dominicana, como também a observadores regionais e extra-regionais. O Protocolo de Tegucigalpa recebeu a assinatura também de Belize em 2000 para ser Estado-membro e da República Dominicana em 2003 para ser Estado associado ao SICA.
O SICA reuniu como seu ordenamento jurídico os protocolos de Tegucigalpa e da Guatemala, a Aliança Centro-Americana para o Desenvolvimento Sustentável (ALIDES), o Estatuto da Corte Centro-Americana de Justiça (CCJ), o Tratado de Integração Social, o Tratado Geral de Segurança Democrática. Igualmente, atraiu como parte de si o Parlamento Centro-Americano (PARLACEN) e a Corte Centro-Americana de Justiça, o Banco Centro-Americano de Integração Econômica (BCIE), o Conselho Superior Universitário Centro-Americano (CSUCA), o Instituto Centro-Americano de Administração Pública (INCAP); além de ter como órgãos a Reunião de Presidentes, o Conselho de Ministros, o Comitê Executivo e a Secretaria-Geral (esta com o Comitê Consultivo como órgão assessor) e ser composto por quatro subsistemas: o Subsistema de Integração Econômica, o Subsistema de Integração Social, o Subsistema de Integração Ambiental e o Subsistema de Integração Política.

## História
Em 1951, após iniciativa de El Salvador, este ao lado da Costa Rica, Nicarágua, Honduras e Guatemala assinaram a Carta de São Salvador, que fundou a Organização dos Estados Centro-Americanos (ODECA) a fim da cooperação regional política, comercial e cultural, em suma uma "comunidade político-econômica que aspira à integração da América Central", que inclusive estava aberta à adesão do Panamá.
Em 1958, foi assinado o primeiro grande acordo de integração econômica, o Tratado Multilateral de Livre Comércio e de Integração Econômica de Tegucigalpa. Pouco tempo depois, o Tratado Geral de Integração Econômica foi acordado em 13 de dezembro de 1960, em Manágua. Após Guatemala ratificá-lo em 5 de maior de 1961, El Salvador em 8 de maio de 1961, Nicarágua em 26 de maio de 1961, Honduras em 27 de abril de 1962, o tratado entrou em vigor em 4 de junho de 1961. Nesse tratado, esses países criaram o Mercado Comum Centro-Americano (MCCA) com uma estrutura institucional e os objetivos de estabelecer uma união aduaneira, uma tarifa externa comum (TEC) e um mercado comum em até cinco anos a partir da entrada em vigor. Os órgãos do MCCA foram o Conselho Econômico Centro-Americano (composto por ministros da Economia), o Conselho Executivo (composto por representantes únicos nacionais) e a Secretaria Permanente (SIECA, sediada na Cidade da Guatemala).
Em 1962, em exigência da Guatemala, a Carta de São Salvador (à época, já em vigor) foi reformulada. E a Costa Rica aderiu ao Tratado Geral de 1960 em 23 de setembro de 1963.
Tempos depois, o Tratado Constitutivo do Parlamento Centro-Americano foi assinado em 1987, entrou em vigor em 1 de maio de 1990 para El Salvador, Guatemala e Nicarágua, em 25 de junho de 1990 para Honduras, enquanto a Costa Rica não procedeu com a ratificação (ao menos, não até 2002).
Na década de 1990, o projeto de integração foi relançado com protocolos reformadores: o Protocolo de Tegucigalpa reformou a Carta da Organização dos Estados Centro-Americanos (ODECA) e o Protocolo da Guatemala, o Tratado Geral de Integração Econômica.
Na XI Reunião de Cúpula de Presidentes da América Central, em 13 de dezembro de 1991, em Tegucigalpa, o Protocolo de Tegucigalpa criou o Sistema de Integração Centro-Americana (SICA) como organização internacional sediada São Salvador. Esse protocolo entrou em vigor em 22 de julho de 1992, mas a organização passou a funcionar a partir de fevereiro de 1993 e a ratificação pela Costa Rica somente ocorreu em 1995 e a do Panamá em 1996. Assim, ao membros da ODECA/MCCA se juntou o Panamá, até que, em 1.º de dezembro de 2000, Belize depositou o instrumento de adesão ao protocolo constitutivo.
Na XIV Reunião de Cúpula de Presidentes da América Central, em 29 de outubro de 1993, o Protocolo da Guatemala modificou a integração econômica dos membros do MCCA estabelecida no Tratado Geral de Integração Econômica, ao introduzir os critérios de gradualismo, progressividade e flexibilidade para se atingir a união econômica. Esse protocolo entrou em vigor em 16 de agosto de 1995, para El Salvador, Honduras e Nicarágua, em 5 de maio de 1996 para a Guatemala e em 19 de maio de 1997 para a Costa Rica.